# Фрейн, Хью де, барон Фрейн
Хью де Фрейн (англ. Hugh de Freyne; умер в конце 1336 или начале 1337, Перт, Королевство Шотландия) — английский аристократ, первый и последний барон Фрейн (с 1336 года). Третий муж Элис де Ласи, 4-й графини Линкольн.

## Биография
Хью де Фрейн принадлежал к рыцарскому сословию и был родом из Херефордшира. В 1330 году как королевский рыцарь он получил в управление Кардиганшир в Уэльсе; в 1334 году король Эдуард III передал ему в лен поместье Орлетон в Херефордшире, принадлежавшее казнённому Роджеру Мортимеру. В конце 1335 или начале 1336 года Фрейн похитил 54-летнюю Элис де Ласи — дважды вдову, одну из самых богатых женщин в королевстве. Она была графиней Линкольн в своём праве (suo jure), вдовой Томаса Плантагенета, 2-го графа Ланкастера, и Эвбула ле Стрейнджа, барона Стрейнджа, управляла обширными владениями. Источники сообщают, что Фрейн похитил Элис из замка Болингброк, увёз в Сомертонский замок и там изнасиловал, а позже женился на ней. По одной из версий, графиня согласилась на похищение, а Фрейн пошёл на союз с ней, чтобы повысить свой статус. Венчание состоялось до 23 марта 1336 года.
Узнав о случившемся, Эдуард III пришёл в бешенство и приказал арестовать Фрейна и графиню. Позже он отменил свой приказ (возможно, после выплаты Фрейном штрафа). В ноябре того же года сэра Хью вызвали в парламент как барона Фрейна. Он принял участие в походе в Шотландию и в Перте умер в конце 1336 или в начале 1337 года.
Сэр Хью не оставил сыновей, и после его смерти титул барона Фрейна исчез.